# Txecoslovàquia
Txecoslovàquia va ser un estat que existí a l'Europa Central entre el 1918 i el 1992, tret del període de 1938 a 1945. El 1r de gener de 1993 es va escindir de comú acord i pacíficament, de manera que es va tornar a la situació històrica anterior, quan va ser fundada el 28 d'octubre de 1918 com un dels estats successors de l'Imperi austrohongarès, donant de nou lloc als dos països inicials precedents: la República Txeca (o Txèquia) i Eslovàquia. Tots dos països formen part de la Unió Europea (UE) des de l'any 2004.

## Història

### La primera república
La Primera República de Txecoslovàquia (txec/eslovac: Československá republika), és l'estat txecoslovac que va existir des de 1918 fins a 1938. Comunament s'anomenava Txecoslovàquia (Ceskoslovensko).
Va ser fundat oficialment a la ciutat lorena de Darney el 28 d'octubre de 1918 amb els territoris de Bohèmia i Moràvia (segregats d'Àustria pel Tractat de Saint-Germain-en-Laye) i d'Eslovàquia (sostret a Hongria pel Tractat del Trianon), la Silèsia txeca i la Rutènia Carpàtica a conseqüència del desmembrament de l'Imperi Austrohongarès després de la Primera Guerra Mundial. El primer president va ser Tomáš Garrigue Masaryk.
Després de 1933, Txecoslovàquia era l'única democràcia que funcionava a l'Europa central i oriental.
Sota la pressió de la minoria alemanya dels Sudets, amb el suport de la veïna Alemanya nazi, el 1r d'octubre del 1938 Txecoslovàquia es va veure obligada a cedir la seva regió dels Sudets a Alemanya, com es recollia a l'Acord de Múnic (que la mateixa Txecoslovàquia no havia signat). També va cedir parts meridionals d'Eslovàquia i la Rutènia Carpàtica a Hongria i la regió de Zaolzie (Silèsia) a Polònia. El que va quedar de la Primera República Txecoslovaca, fou substituïda per la Segona República de Txecoslovàquia, estat que va durar menys de mig any abans que Alemanya l'acabés d'ocupar.

#### Creació

Txecoslovàquia el 1928.

Escut de la primera república.

Durant molt temps la zona va formar part de l'Imperi Austrohongarès fins que es va produir el seu esfondrament a la fi de la Primera Guerra Mundial. Bohèmia i Moràvia, sota el domini austríac, eren centres industrials de parla txeca, mentre que Eslovàquia, que formava part d'Hongria, era una regió agrària desenvolupada de manera que les condicions eren molt més propenses al desenvolupament d'un moviment nacionalista a Txèquia que a Eslovàquia.
Al final de la Primera Guerra Mundial, i com a part del concebut en el Tractat de Saint-Germain-en-Laye, Txecoslovàquia va ser fundada d'una manera aliena als ciutadans dels dos països originals, el 28 d'octubre de 1918, com un dels estats successors de l'Imperi Austrohongarès. El nou estat va ser presidit per Tomáš Masaryk, qui va ser el seu primer president del 14 de novembre de 1918 al 14 de desembre de 1935. Va ser succeït en el càrrec pel seu estret aliat, Edvard Beneš.
La república estava formada pels territoris actuals de la República Txeca, Eslovàquia i (entre 1919 i 1939) Rutènia del Càrpat (breument independent com Ucraïna ciscarpàtica o Zakarpatská Ukraina). Va ser una república democràtica i pròspera durant el període d'entre guerres, però es va caracteritzar per problemes ètnics a causa del fet que les dues minories ètniques més grans (austríacs i eslovacs) no estaven satisfets amb la dominació política i econòmica dels txecs (bohemis i moravians), i que la majoria dels austríacs i hongaresos de Txecoslovàquia mai van estar d'acord amb la creació del nou estat.

#### Període d'entreguerres
El període entre les dues guerres mundials va veure la florida de la democràcia a Txecoslovàquia. De tots els nous estats establerts al centre d'Europa després de 1918, només Txecoslovàquia conservava un govern democràtic fins que va esclatar la guerra. El 1920 es va instaurar la seva constitució que establia una democràcia parlamentària. La persistència de la democràcia suggereix que Txecoslovàquia estava millor preparada per mantenir la democràcia que altres països de la regió. Per tant, malgrat les disparitats regionals, el seu nivell de desenvolupament era molt més alt que la dels estats veïns. La població en general sabia llegir i escriure, i contenia els grups menys alienats. Sota el mandat de Masaryk, els polítics txecs i eslovacs van promoure condicions progressistes socials i econòmiques que van servir per calmar el descontentament.
El ministre de relacions exteriors Beneš es va convertir en el principal arquitecte de l'aliança de Txecoslovàquia, Romania i Iugoslàvia (la "Petita Entesa", 1921-1938) que el seu objectiu era mantenir la situació de la conca del Danubi, frenant els intents d'Hongria per recuperar les àrees perdudes. Beneš va treballar també en estreta col·laboració amb França. Molt més perillós era l'element alemany, que després de 1933 es va convertir en aliat dels nazis a Alemanya. El creixent sentiment d'inferioritat entre els eslovacs, que eren hostils als txecs, més nombrosos, va afeblir la unitat del país a la fi de 1930. Molts eslovacs van recolzar llavors un moviment nacionalista extrem, el Partit Popular Eslovac de Hlinka, i van donar la benvinguda a l'Estat Eslovac, titella de l'Alemanya nazi i creat en virtut del control de Hitler el 1939.

### La segona república (1938–1939)

La segona república txecoslovaca abans de la seva desaparició.

Escut de la segona república.

Després de l'annexió alemanya d'Àustria amb l'Anschluss, Adolf Hitler exigia el control dels Sudets, de majoria ètnica alemanya. Gran Bretanya i França van convenir en la Conferència de Múnic cedir el control a Alemanya d'aquesta zona com a part de la política de pacificació, ignorant l'aliança militar que Txecoslovàquia tenia amb França; de tal manera les tropes de Wehrmacht van ocupar els Sudets a l'octubre de 1938. Finalment Txecoslovàquia va deixar d'existir el 15 de març de 1939 quan la resta de les terres txeques van ser envaïdes per l'Alemanya nazi i va ser dividida entre el Protectorat de Bohèmia i Moràvia i l'Estat Eslovac.
Els Acords de Múnic li van costar a Bohèmia i a Moràvia perdre prop del 38% de la seva superfície total, amb uns 3,2 milions d'alemanys i 750.000 habitants txecs. En haver perdut el seu costós sistema de fortificació de fronteres, el nou Estat era militarment indefensable. Hongria va rebre 11.882 km² del sud d'Eslovàquia i la Rutènia sud, d'acord amb un cens de 1941, sobre la base que el 86,5% de la població d'aquest territori era d'origen hongarès. Polònia va adquirir la ciutat de Tèšín (906 km², amb prop de 250.000 habitants, en la seva majoria polonesos) i dues zones frontereres de menor importància del nord d'Eslovàquia (226 km², 4.280 habitants, només el 0,3% polonesos). D'altra banda, el govern txecoslovac tenia problemes per fer-se càrrec dels 115.000 txecs i 30.000 refugiats alemanys que havien fugit a la part restant de Txecoslovàquia.

### Ocupació alemanya (1939–1945)

El Protectorat de Bohèmia i Moràvia i l'Estat Eslovac durant l'ocupació alemanya.

Bandera del Protectorat de Bohèmia i Moràvia.

Bandera de l'Estat Eslovac.

Després de la repartició del país entre els seus veïns, el sistema polític del país estava en el caos. Edvard Beneš va dimitir el 5 d'octubre de 1938 i va formar un Govern txecoslovac a l'exili amb seu a Londres, el general Jan Syrový va actuar com a president interí fins que Emil Hácha va ser triat el 30 de novembre de 1938. Hácha va ser triat a causa del seu catolicisme i el conservadorisme i per no haver participat en cap dels Governs que havien conduït a la partició del país. Rudolf Beran, líder del Partit Agrari des de 1933, va ser nomenat primer ministre l'1 de desembre de 1938. Era, a diferència de la majoria dels agraris, escèptic del liberalisme i la democràcia. El Partit Comunista va ser dissolt, encara que als seus membres se'ls va permetre romandre al Parlament. Es va introduir una dura censura, així com una Llei Habilitant que li va permetre a l'Estat governar sense necessitat del Parlament.
El setembre del 1939 s'havia signat el pacte Ribbentrop-Mólotov que establia la repartició d'Europa Central i Oriental entre Alemanya i la Unió Soviètica. No obstant això, Hitler va trair el pacte de no-agressió i va envair el territori soviètic, la qual cosa va propiciar que el govern txecoslovac a l'exili formés una aliança amb els soviètics. En aquell moment les terres txeques van ser designades com Protectorat de Bohèmia i Moràvia i estaven governades directament per l'Estat alemany. La República Eslovaca Independent es va convertir en aliada de l'Alemanya nazi. Les tropes d'Eslovàquia van lluitar en el front rus fins a l'estiu de 1944, quan les forces armades eslovaques van efectuar una revolta contra el seu govern. Després de diverses setmanes de lluita, les forces alemanyes van acabar amb l'Aixecament Nacional Eslovac i van imposar una ocupació militar del territori eslovac.
L'objectiu final de l'estat alemany sota el lideratge nazi era erradicar la nacionalitat txeca a través de l'assimilació, deportació i extermini; gran part de les elits intel·lectuals i la classe mitjana, formada per un nombre considerable de 200.000 persones, van passar pels camps de concentració i altres 250.000 txecs van morir durant l'ocupació alemanya. Sota el Generalplan Ost, es va suposar que prop del 50% dels txecs serien aptes per la germanització. Les elits intel·lectuals anaven a ser eliminades, no només dels territoris txecs, sinó de tot Europa. Els autors del Generalplan Ost creien que això seria millor que permetre la seva emigració a l'estranger, ja que, fins i tot a Sibèria, eren considerats una gran amenaça per al govern alemany. Igual que els jueus, polonesos, serbis, i diverses altres nacions, els txecs eren considerats "untermenschen" per l'estat nazi.

### Segona Guerra Mundial
Entre el 1938 i el 1945 l'estat deixà d'existir. Inicialment i per la força d'Alemanya, la regió dels Sudets, de majoria alemanya, fou annexionada al Tercer Reich alemany.
El que quedà sota sobirania txecoslovaca constituí la Segona República Txecoslovaca, però finalment, els seus territoris foren distribuïts d'aquesta manera:
- El Protectorat de Bohèmia i Moràvia, dins del Tercer Reich amb un règim especial de tipus colonial. Aquest protectorat i els Sudets ocupaven en conjunt el territori actual de la República Txeca.
- Eslovàquia, independent però aliada dels nazis amb un govern titella.
- El sud de l'actual Eslovàquia, de majoria hongaresa, i la Rutènia Carpàtica, més a l'est i de població ucraïnesa, van passar a Hongria.
- Una petita zona al voltant de la vila de Český Těšín, a la Silèsia txeca, on hi havia una minoria polonesa, va passar a Polònia.

### Reunificació
Al final de la Segona Guerra Mundial tots aquests territoris es van reintegrar a la República Txecoslovaca, excepte la Rutènia Carpàtica que va passar a la Unió Soviètica i que actualment forma part d'Ucraïna, l'òblast Transcarpàcia.
Durant la Segona Guerra Mundial, Txecoslovàquia va desaparèixer com a estat del mapa d'Europa. Que pogués restablir-se un estat sobirà no fou només el resultat de les polítiques dels aliats occidentals victoriosos (França, el Regne Unit i els Estats Units), sinó també una prova de la força de l'ideal txecoslovac encarnat en la Primera República.
Tot i això, Txecoslovàquia va caure sota la influència soviètica, cosa que va condicionar els plans i les estratègies per a la reconstrucció d'Europa durant la postguerra. La futura organització política i econòmica de Txecoslovàquia es va convertir en negociacions entre Edvard Beneš i els exiliats del Partit Comunista de Txecoslovàquia (KSČ), que vivien a Moscou.
Arran del cop d'Estat de febrer de 1948, el Partit Comunista de Txecoslovàquia va arribar al poder amb el suport de la Unió Soviètica i el país va ser declarat una república popular després que la Constitució del Nou de Maig entrés en vigor. El nom tradicional de Československá republika (República de Txecoslovàquia), però, no va ser canviat fins a l'11 de juliol de 1960, quan es va convertir en Československá socialistická republika (República Socialista de Txecoslovàquia) amb la Constitució del 1960, com un símbol de la "victòria final del socialisme" al país.

#### La tercera república (1945–1960)

Escut de la tercera república.

En el període immediatament posterior a la Segona Guerra Mundial, els territoris que Txecoslovàquía posseïa abans de la guerra li van ser restituïts, amb excepció de la Rutènia (cedida a la Unió Soviètica i incorporada a la República Socialista Soviètica d'Ucraïna), i Edvard Beneš va tornar a ocupar el càrrec de president del país, promulgant diversos decrets que revocava la ciutadania txecoslovaca als qui durant l'ocupació alemanya van optar per obtenir la ciutadania alemanya o hongaresa.
En el mateix període, van ser expulsats del país prop de 2,9 milions de persones d'origen alemany i hongarès, per ser considerats col·laboracionistes amb les potències estrangeres i "traïdors" a la pàtria. Els que es van quedar van ser acusats de recolzar col·lectivament als nazis. Al voltant de 250.000 alemanys, molts d'ells casats amb txecs, alguns antifeixistes, així com tots aquells que eren necessaris per a la reconstrucció de la postguerra del país, van romandre a Txecoslovàquia. Gairebé tots els decrets van declarar explícitament que les sancions no s'aplicaven als antifeixistes. A més se'ls va llevar la ciutadania txecoslovaca a persones d'origen ètnic alemany i hongarès, o als qui durant l'ocupació alemanya van optar per obtenir la ciutadania alemanya o hongaresa; aquestes disposicions van ser anul·lades per als hongaresos el 1948, però no així en el cas dels alemanys. Els Decrets de Beneš encara causen polèmica entre els grups nacionalistes de la República Txeca, Alemanya, Àustria i Hongria.
Durant les eleccions de 1946, l'entusiasme popular suscitat per la Unió Soviètica i el seu Exèrcit Roig d'alliberament van beneficiar la creació del Partit Comunista de Txecoslovàquia (KSČ). L'opinió txecoslovaca estava decebuda amb Occident pels Acords de Múnic, que van permetre l'annexió dels Sudets per part d'Alemanya. Les eleccions parlamentàries de 1946 van donar com a guanyador al KSČ amb el 38% dels vots (encara que el Partit Demòcrata va guanyar a Eslovàquia), amb un poder desproporcionat que va incloure el control de l'exèrcit i la policia. El 1946 Edvard Beneš va ser elegit president de la República, i el líder comunista Klement Gottwald es va convertir en primer ministre, però al febrer de 1948 els soviètics van prendre el control del poder mitjançant una conspiració eslovaca contra el govern nacional; a partir d'aquests esdeveniments, es va inaugurar un període de repressió estalinista a Txecoslovàquia. Encara que es mantindria la ficció del pluralisme polític a través de l'existència del Front Nacional, el país es caracteritzava per l'absència de la democràcia liberal. Mentre que la seva economia es va mantenir més avançada que la dels seus veïns de l'Europa oriental, Txecoslovàquia va créixer econòmicament més feble en relació amb l'Europa occidental. En l'àmbit religiós, l'ateisme va ser oficialment promogut i ensenyat.

### L'estat socialista

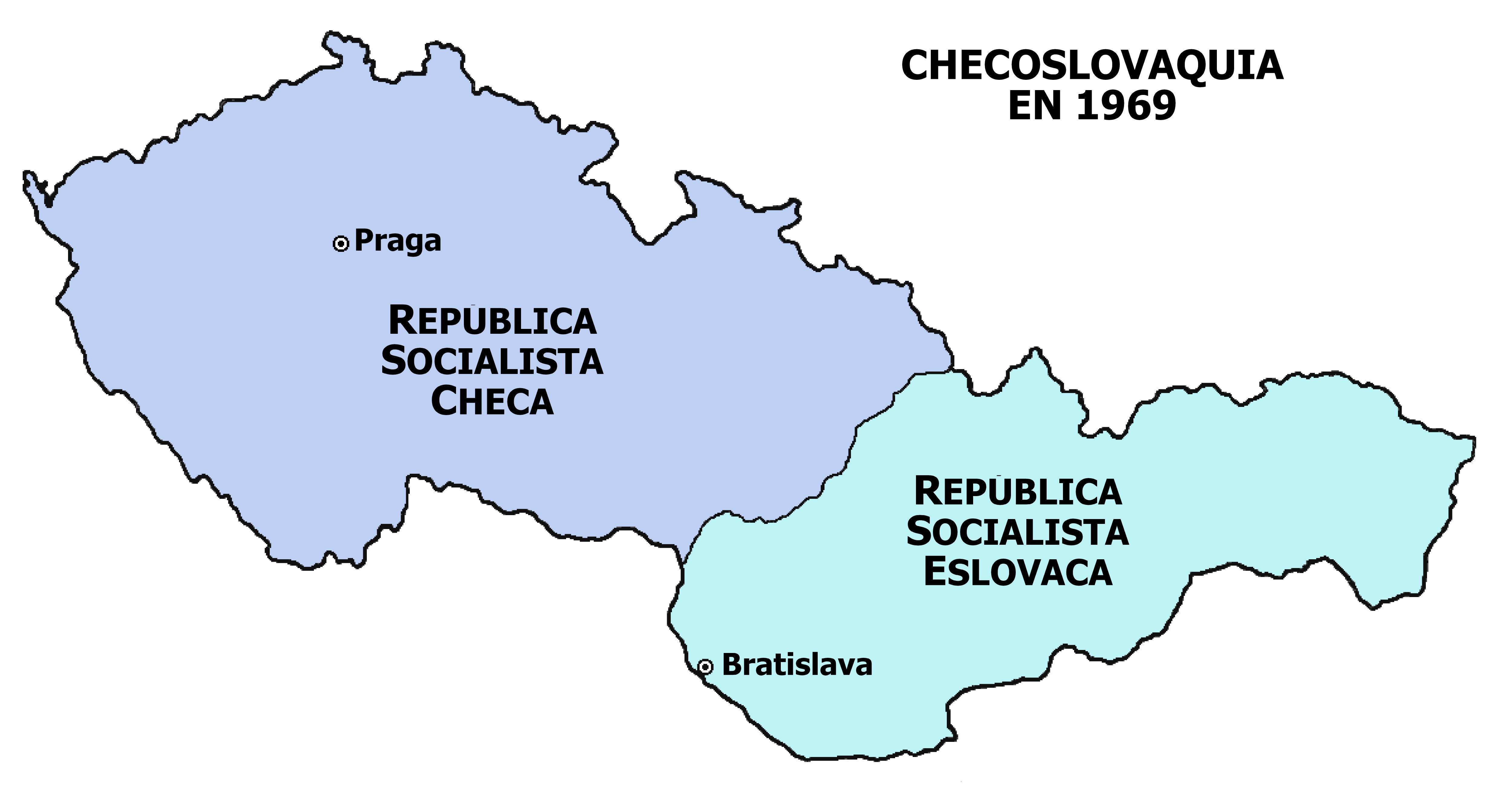
Txecoslovàquia el 1969.

Escut de la República Socialista.

Després del cop d'estat de 1948, Txecoslovàquia esdevingué un estat socialista, que l'any 1960 passà a anomenar-se República Socialista Txecoslovaca.
L'any 1968, reflectint el creixent desacord dels seus ciutadans amb la natura del règim, s'hi produí un intent de reforma anomenat Primavera de Praga, impulsat des del govern d'Alexander Dubček, que propugnava el socialisme de rostre humà. Aquest intent liberalitzador va acabar amb la intervenció militar de la Unió Soviètica i els seus aliats del Pacte de Varsòvia (amb l'excepció de Romania i Iugoslàvia) i va donar lloc a una dura repressió.
El Partit Comunista de Txecoslovàquia (KSČ), liderat inicialment pel primer secretari Klement Gottwald, ostentava el monopoli de la política del país. Després del trencament Tito-Stalin de 1948 i del bloqueig de Berlín, van augmentar les purgues del PCUS a tot el Bloc de l'Est, incloent a uns 550.000 membres del KSČ que constituïen el 30% dels seus afiliats. Al voltant de 130.000 persones van ser enviades a les presons, als camps de treball i a les mines.
L'evolució de la duresa de les purgues del PCUS a Txecoslovàquia obeïa a la tardana presa de poder dels comunistes, i moltes de les purgues se centraren en la quantitat considerable de membres del KSČ que tenien afiliacions anteriors en altres partits. Les purgues es completaven amb farses judicials, incloses les de Rudolf Slánský, Vladimír Clementis, Ladislav Novomeský o Gustav Husák. Slánský i onze més van ser condemnats conjuntament com a "traïdors trotskistes-sionistes-Tito-nacionalistes burgesos" en una sèrie de simulacres de judici, després dels quals van ser executats i les seves cendres van ser barrejades amb el material que es fa servir per omplir les carreteres als afores de Praga.
Antonín Novotny va exercir com a primer secretari del KSČ entre 1953 i 1968. El succeí Gustáv Husák, qui va ser elegit primer secretari el 1969 (el càrrec es va canviar pel de secretari general el 1971) i president de Txecoslovàquia el 1975. Si bé altres partits i organitzacions també existien aleshores, funcionaven com a titelles subordinats al KSČ. Tots els partits polítics, així com nombroses organitzacions socials, es van agrupar sota el paraigua del Front Nacional de la República Socialista de Txecoslovàquia. Els activistes pels drets humans i els activistes religiosos van ser severament reprimits.
Pel que fa als càrrecs polítics, el KSČ mantenia les llistes de cadre i la nomenklatura. La llista de la nomenklatura contenia tots els càrrecs a tots els països que eren importants per al correcte desenvolupament de la política del partit, inclosos els militars, administratius, directors de les empreses locals, administradors de les organitzacions socials, diaris, etc. Es creu que les llistes de la nomenklatura del KSČ podien arribar a contenir 100.000 entrades. D'entre tots aquests noms llistats a la nomenklatura, els de les persones que el partit considerava que eren prou fiables com per ocupar un càrrec passaven a estar apuntats a la llista de cadres.

### La Revolució de Vellut
El 17 de novembre de 1989 s'hi va produir la Revolució de Vellut, amb la qual el govern socialista va caure de manera pacífica. El 1990 el parlament txecoslovac es debat en com anomenar al país després de la Revolució de Vellut, en l'anomenada Guerra del guió.
S'entén per dissolució de Txecoslovàquia la dissolució de l'antic estat de Txecoslovàquia, escindit en dos nous estats, la República Txeca i Eslovàquia, escissió que va entrar en vigor el 1r de gener de 1993. Sovint es refereix com "el Divorci de Vellut", una referència a la Revolució de Vellut de 1989 que va conduir al final del govern del Partit Comunista de Txecoslovàquia i la formació d'un govern nou no comunista.
Txecoslovàquia va néixer de la dissolució de l'Imperi Austrohongarès al final de la Primera Guerra Mundial, a partir de la unió de Bohèmia i Moràvia, procedents de l'Imperi d'Àustria, amb Eslovàquia, procedent del Regne d'Hongria. Va ser dividida novament durant la Segona Guerra Mundial, entre un Protectorat de Bohèmia i Moràvia ocupat pel Tercer Reich i una Eslovàquia satèl·lit d'aquest. L'ocupació per part de la Unió Soviètica després de la Segona Guerra va veure l'organització de la República Socialista Txeca i la República Socialista Eslovaca, federades a la República Socialista Txecoslovaca (un territori abans txecoslovac al sud-est també va ser convertit en part d'Ucraïna, la Rutènia transcarpàtica). Era aquesta configuració política la que es va convertir del socialisme al capitalisme per mitjà de la Revolució de Vellut el 1989.
Abans dels anys 1990, el producte interior brut per capita de la República Txeca era aproximadament un 20% més alt que el d'Eslovàquia, però el creixement del seu PIB durador era inferior. Les transferències de diners del pressupost txec a Eslovàquia, que havien estat la regla en el passat, van cessar al gener de 1991.
Molts txecs i eslovacs desitjaven l'existència continuada d'una Txecoslovàquia federal. Una lleugera majoria d'eslovacs, però, advocava per una forma més relaxada de coexistència o per una independència completa. El novembre de 1992, per exemple, una enquesta va assenyalar que el 49% dels eslovacs i el 50% dels txecs estava en contra de la separació, mentre el 40% dels eslovacs la recolzava. L'enquesta també va trobar que el 41% dels txecs i el 49% dels eslovacs pensava que la qüestió hauria d'haver estat feta en un referèndum.
L'objectiu de les negociacions va canviar, passant-se a buscar la via per aconseguir una divisió pacífica. El 25 de novembre, el Parlament federal va adoptar la llei Constitucional que marcava el final d'existència de Txecoslovàquia, que va declarar que des del 31 de desembre de 1992 la República Federal txeca i eslovaca deixaria d'existir, i va assegurar els detalls tècnics necessaris.
La separació va passar sense violència, i així va ser anomenada: divorci de vellut, a imatge i semblança de la Revolució de Vellut que l'havia precedit, que va ser duta a terme mitjançant manifestacions massives i accions pacífiques, en contrast amb la desintegració sovint violenta de Iugoslàvia i de la Unió Soviètica o amb la Revolució Romanesa de 1989.
Tots dos països van ser admesos com a membres de la Unió Europea el 2004.

### República Federal Txeca i Eslovaca (1990-1992)

#### Adopció del nom
A diferència del que va succeir a Iugoslàvia i a la Unió Soviètica, la caiguda del comunisme en aquest país no va significar el final de la unió: Arran de la Revolució de Vellut, el recentment elegit president Václav Havel va anunciar que la paraula "socialista", que havia estat part del nom oficial de Txecoslovàquia des de 1960, havia de ser eliminada del nom i substituïda per "federal".
Si bé el nom obvi que havia d'adoptar-se presumia de ser el d'abans de 1960, Československá republika (República Txecoslovaca), els polítics eslovacs van objectar que el nom tradicional subsumia massa a Eslovàquia. El primer compromís va ser la Llei Orgànica 81/1990, que va reconèixer la naturalesa de l'estat de forma explícita com Československá federativní republika (República Federal Txecoslovaca) en txec i va ser aprovada el 29 de març de 1990 (entrant en vigor el mateix dia), només després d'acordar que la forma eslovaca per Česko-slovenská federatívna republika hauria de ser codificada de forma explícita per una futura llei sobre els símbols estatals. Això va ser rebut amb desaprovació general; el compromís resultant després de les negociacions va ser Česká a Slovenská Federativní/Federatívna Republika (República Federal Txeca i Eslovaca) (Llei Constitucional 101/1990, aprovada el 20 d'abril i en vigor des de la seva declaració el 23 d'abril, a diferència de l'anterior, també explícitament a la llista tant en txec i la versió eslovaca i va afirmar que són iguals).

### La separació
El 1r de gener de 1993 la República Federal se separà pacíficament en dos estats: la República Txeca i Eslovàquia amb l'anomenat Divorci de Vellut.
La qüestió nacional, no obstant això, no va trobar acomodament sota la nova arquitectura de la República Federal Txeca i Eslovaca, en la qual es va pretendre donar carta de naturalesa a la nacionalitat eslovaca en peus d'igualtat amb la txeca. Les reivindicacions autonomistes aviat van deixar pas, al llarg dels anys 1990 i 1991, a les propostes independentistes. De qualsevol manera, el procés de disgregació de la República va transcórrer per camins difícils, però sempre per la via de la negociació i el diàleg. De fet, el mateix Havel declarava en una entrevista per Ràdio Viena el 16 d'abril de 1991 que “si el poble eslovac vol viure en un Estat independent, ni els txecs ni jo li negarem el dret a fer-ho”.
Durant la primavera d'aquest últim any, aquesta qüestió va estar al centre de la crisi del Govern eslovac i del mateix Moviment Públic Contra la Violència, que s'escindiria en un grup liderat per Vladimir Meciar, fundant la plataforma anomenada Moviment per una Eslovàquia Democràtica (HZDS). Aquesta força política va accedir al govern eslovac en les eleccions de juny de 1992 i va iniciar negociacions amb el govern txec per a la partició de la República Federal. Václav Havel va dimitir del seu lloc al juliol i la partició va ser aprovada per l'Assemblea Federal el 25 de novembre de 1992. L'1 de gener de 1993 Txecoslovàquia va ser dissolta pacíficament pel Parlament, formant dos països completament independents: la República Txeca i la República Eslovaca.
La major part dels actius federals van ser dividits en proporció de 2 a 1 (la proporció aproximada entre la població txeca i eslovaca dins de Txecoslovàquia), inclosos l'equipament militar, els ferrocarrils, les infraestructures i els avions de passatgers. Algunes disputes menors (per exemple, sobre reserves d'or emmagatzemades a Praga, valoració del saber fer federal) van prosseguir durant uns anys després de la dissolució. El públic d'ambdós països era bastant indiferent en relació amb aquestes disputes i amb el seu resultat.
Al començament, l'antiga moneda txecoslovaca, la corona txecoslovaca, encara era usada en ambdós països (que en realitat constituïen així una unió monetària). El temor de possibles pèrdues econòmiques per part dels txecs va fer que els dos estats adoptessin dues monedes nacionals, el 8 de febrer de 1993, la corona txeca i la corona eslovaca. Al principi ambdues divises tenien un tipus de canvi igual, però més tard, en general, el valor de la corona eslovaca era inferior al de la de la corona txeca (fins aproximadament el 30%, en el 2004 al voltant del 25 -27%, posteriorment el 20%).
La dissolució va tenir un lleuger impacte negatiu en les dues economies, sobretot durant el 1993, quan els vincles comercials tradicionals entre els dos territoris van quedar interromputs i va caldre acomodar-los a les pràctiques burocràtiques del comerç internacional, però l'impacte va resultar ser bastant inferior al que molts esperaven.
Les esperances que la dissolució donaria pas de forma immediata a una era d'alt creixement econòmic a la República Txeca (ja sense la necessitat de patrocinar a una Eslovàquia menys desenvolupada) van demostrar ser clarament incorrectes o molt exagerades. El mateix va passar amb l'esperança d'una Eslovàquia independent, inexplorada, que es convertiria en un nou "tigre econòmic", que es va demostrar que era parcialment infundada. El nivell del producte interior brut eslovac és encara inferior al de la República Txeca, el creixement del PIB eslovac, però, ha estat constantment més alt que el txec des de 1994.
La doble nacionalitat entre els dos estats no va ser al principi permesa; només anys més tard la van fer possible els tribunals, però només un grapat de persones han exercit aquest dret. Ja que tots dos països són actualment membres de la Unió Europea, aquesta qüestió s'ha fet menys important a causa de la lliure circulació de persones que va introduir la ciutadania europea creada pel Tractat de Maastricht el 1992. Aquesta política significa que els ciutadans de qualsevol estat membre de la Unió Europea tenen el dret a residir i treballar a tot arreu dins del territori de la Unió Europea (encara que aquest dret està subjecte a algunes excepcions durant un període de transició). En cas dels moviments entre la República Txeca i Eslovàquia, aquesta política va entrar en vigor a partir de 2004, de manera que els ciutadans d'ambdós països se'ls va permetre l'encreuament de la frontera entre ambdues nacions sense necessitat de passaport, al mateix temps que se'ls permetia treballar a qualsevol lloc sense la necessitat d'obtenir un permís oficial (aquest dret ha estat utilitzat principalment pels eslovacs que treballen a la República Txeca).

## Política

### Caps d'Estat i de Govern

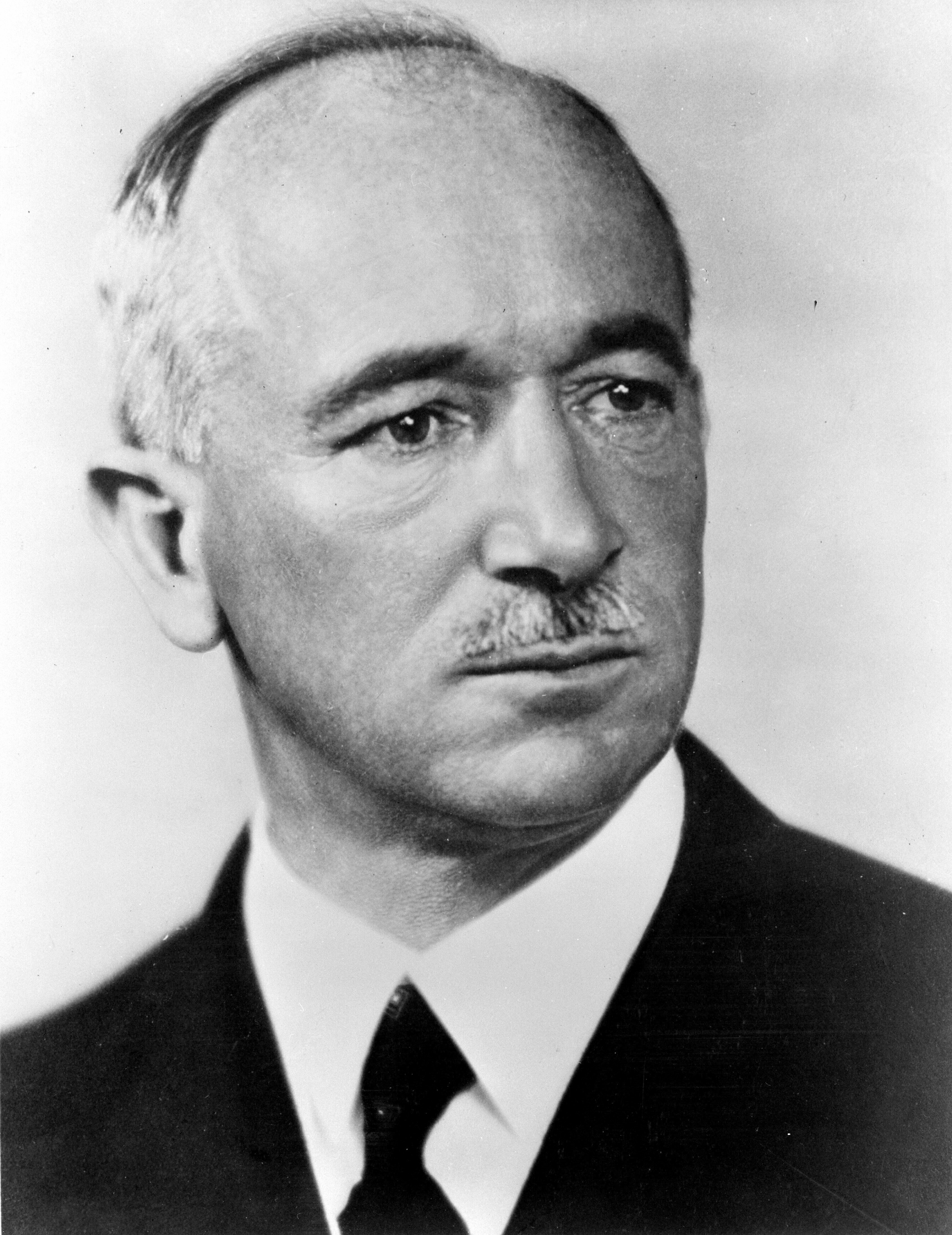
Edvard Beneš.

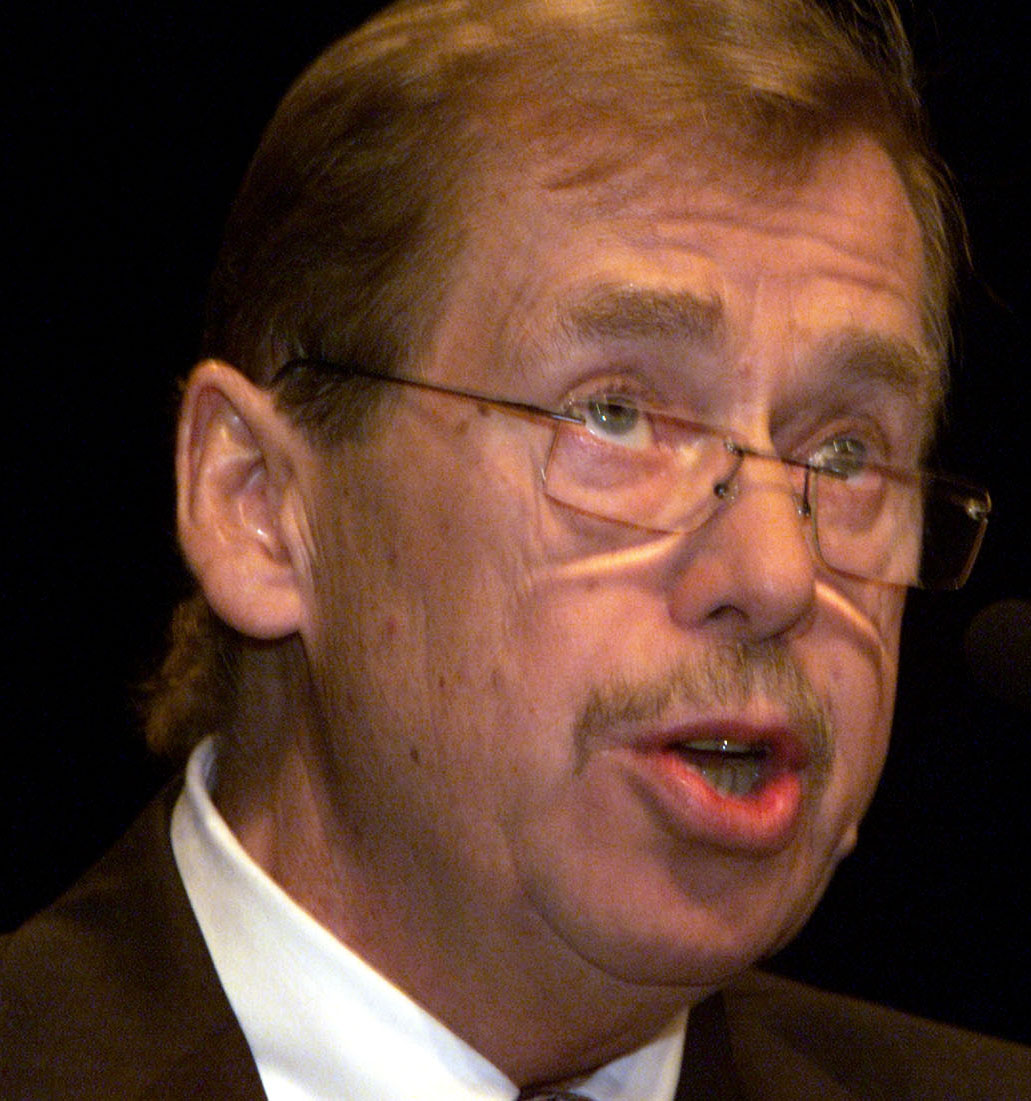
Václav Havel.

Després de la Segona Guerra Mundial, el monopoli polític estava en mans del Partit Comunista de Txecoslovàquia (KSC). Gustáv Husák va ser triat primer secretari del KSC el 1969 (canviat a secretari general el 1971) i president de Txecoslovàquia el 1975. Altres partits i organitzacions existien però van funcionar subordinats al KSC. Tots els partits polítics, així com nombroses organitzacions de masses, es van agrupar sota el paraigua del Front Nacional. Activistes de drets humans i activistes religiosos van ser reprimits severament.
- Llista de presidents de Txecoslovàquia
- Llista de primers ministres de Txecoslovàquia
- Dirigents del Partit Comunista de Txecoslovàquia

### Acords internacionals
Durant la dècada de 1930 el país va establir una aliança militar amb França, que va col·lapsar en els Acords de Múnic de 1938. Després de la Segona Guerra Mundial, va participar activament en el Consell d'Ajuda Mútua Econòmica (CAME), Pacte de Varsòvia, Nacions Unides i els seus organismes especialitzats; també va ser signatari de la Conferència sobre la Seguretat i la Cooperació a Europa.

### Desenvolupament constitucional
Txecoslovàquia va tenir les següents constitucions durant la seva història (1918-1992):
- Constitució provisional del 14 de novembre de 1918 (capitalista).
- Constitució de la República Txecoslovaca de 1920, vigent fins al 1948 (capitalista).
- Constitució de 1948 (comunista).
- Constitució de la República Socialista de Txecoslovàquia de 1960 amb modificacions importants el 1968 (Llei Constitucional de la Federació), 1971, 1975, 1978, i 1989 (moment en el qual el paper dirigent del Partit Comunista va ser abolit). Va ser modificada diverses vegades més durant el 1990-1992 (per exemple, canvi de nom a Txec-Eslovàquia el 1990, incorporació de la Carta de Drets Humans el 1991).

## Divisió política i administrativa

Txecoslovàquia entre 1928 i 1938.

Txecoslovàquia entre 1969 i 1990.

- 1918-1923: Es van mantenir diferents sistemes, tant a l'antic territori austríac (Bohèmia, Moràvia, una petita part de Silèsia) com a l'antic territori hongarès (Eslovàquia i Rutènia): tres terres (země): Bohèmia, Moràvia, Silèsia, més 21 comtats (župy) a Eslovàquia i dos comtats a Rutènia; totes les terres i comtats es van dividir en districtes (okresy).
- 1923-1927: Igual que l'anterior sistema, excepte que els comtats eslovacs i rutens van ser reemplaçats per sis grans comtats (vésľžupy) a Eslovàquia i un gran comtat a Rutènia, i el nombre i límits dels districtes (okresy) van ser canviats en aquests dos territoris.
- 1928-1938: Quatre Terres (txec: země, eslovac: krajiny): Bohèmia, Moràvia-Silèsia, Eslovàquia i Rutènia subcarpàtica, dividits en districtes (okresy).
- Finals de 1938-març de 1939: Com l'anterior, però Eslovàquia i Rutènia van obtenir l'estatus de "terres autònomes".
- 1945-1948: Igual que el 1928-1938, excepte que Rutènia va passar a formar part de la Unió Soviètica.
- 1949-1960: 19 regions (kraje), dividides en 270 districtes (okresy).
- 1960-1992: 10 regions (kraje), la ciutat de Praga, i (des de 1970) la ciutat de Bratislava, les quals estaven dividides de 109 a 114 okresy. Els kraje es van suprimir temporalment a Eslovàquia entre 1969 i 1970 i des de finals de 1991 a tota Txecoslovàquia; A més, la República Socialista Txeca i la República Socialista Eslovaca van ser establertes el 1969 (el nom socialista va ser retirat el 1990).

## Demografia
La població el 1991 ascendia als 15,6 milions, dels quals el 62,8% eren txecs, 31% eslovacs, 3,8% hongaresos, 0,7% gitanos, 0,3% silesis. Rutens, ucraïnesos, alemanys, polonesos i jueus formaven la resta de la població.
La taxa de creixement va ser del 2,7% el 1985, 1,7% el 1990, amb una tendència decreixent sent més notable a la República Txeca que a Eslovàquia. El 1989 l'esperança de vida era de 67,7 anys per als homes i 75,3 anys per a les dones. Prop del 23,1% de la població tenia menys de 15 anys i el 19% era major de 60 anys.
La densitat de població el 1986 era d'aproximadament 121 persones per quilòmetre quadrat. La regió geogràfica més densament poblada va ser Moràvia, que tenia al voltant de 154 persones per quilòmetre quadrat. A Bohèmia era de prop de 120, i a Eslovàquia, al voltant de 106. Les principals ciutats i les seves poblacions estimades el gener de 1986 van ser els següents:
- Praga (1,2 milions)
- Bratislava (417.103)
- Brno (385.684)
- Ostrava (327.791)
- Košhissi (222.175)
- Plzeň (175.244)

Txecoslovàquia seguia sent essencialment una societat de petites ciutats i pobles, en els quals el 65% de la població habitava en zones urbanes. El 1991 el percentatge de religions era el següent: ateus 39,5%, catòlics 36,4%, luterans 5,3%, sense cap afiliació 16,7%; va haver-hi grans diferències entre les dues repúbliques constituents.
Després de la Segona Guerra Mundial, l'atenció de salut gratuïta estava disponible per a tots els ciutadans. El pla nacional de salut es va emfatitzar en la medicina preventiva; les fàbriques i centres de salut locals van complementar a hospitals i altres institucions d'internació. Va haver-hi una millora substancial en l'atenció de salut rural durant els anys 1960 i 1970.

### Etnografia de la primera república

La composició ètnica de Txecoslovàquia el 1930.

Txecoslovàquia va heretar una població de 13.600.000, una mica més d'un quart del total de l'Imperi austrohongarès desaparegut. La composició ètnica original del nou Estat va ser de 51% de txecs, 22% d'austríacs, 16% d'eslovacs, 5% d'hongaresos i 4% de rutens. Molts dels austríacs, hongaresos, rutens i també alguns eslovacs, se sentien discriminats a Txecoslovàquia, perquè l'elit política del país va introduir un estat centralitzat i gran part del temps no va permetre autonomia política per a les ètnies. Aquesta política, combinada amb la propaganda nazi creixent, especialment entre la població de llengua alemanya dels industrialitzats Sudets, va originar una inquietud creixent entre la població no-txeca.
| Etnografia de Txecoslovàquia | Etnografia de Txecoslovàquia | Etnografia de Txecoslovàquia |
| Població total               | 13.607.385                   |                              |
| ---------------------------- | ---------------------------- | ---------------------------- |
| Txecoslovacs                 | 8.759.701                    | 64,37%                       |
| Alemanys                     | 3.123.305                    | 22,95%                       |
| Hongaresos                   | 744.621                      | 5,47%                        |
| Rutens                       | 461.449                      | 3,39%                        |
| Jueus                        | 180.534                      | 1,33%                        |
| Polonesos                    | 75.852                       | 0,56%                        |
| Altres                       | 23.139                       | 0,17%                        |
| Estrangers                   | 238.784                      | 1,75%                        |
|                              |                              |                              |

### Etnografia de l'era socialista
La composició ètnica de Txecoslovàquia el 1987 ofereix un marcat contrast amb la de la primera república txecoslovaca. Els alemanys dels Sudets, que constituïen la majoria de la població a les regions frontereres, van ser expulsats per la força després de l'ocupació, i els Carpats ucraïnesos havien estat cedits a la Unió Soviètica després de la Segona Guerra Mundial. Els txecs i els eslovacs, al voltant de dos terços de la població de la Primera República el 1930, van representar aproximadament el 94% de la població el 1950 seguits pels hongaresos com el tercer grup més gran.
Les aspiracions de les minories ètniques van ser l'eix de la política de la Primera República. Aquest no era el cas el 1980. No obstant això, l'origen ètnic va continuar sent un problema generalitzat i una part integral de la vida de Txecoslovàquia. Encara que la composició ètnica del país s'havia simplificat, la divisió entre txecs i eslovacs es va mantenir, i encara que cada grup tenia una història molt similar, tenien aspiracions divergents.
De 1950 a 1983, la participació d'Eslovàquia de la població total va augmentar de forma constant. La població txeca com una part del total es va reduir en un 4%, mentre que la població eslovaca va augmentar una mica més que això. El 1983 hi havia dos txecs per cada eslovac. Durant la dècada de 1980, les taxes de fecunditat respectives eren molt properes, però la taxa eslovaca de fecunditat estava disminuint més lentament.

## Economia
El nou Estat va heretar una economia equivalent a la d'Europa occidental de l'Imperi Austrohongarès. El 70% de la indústria de Cisleitània, el 75% de les mines de carbó, el 63% del lignit, el 60% del ferro, el 75% de la indústria química o el 75-80% de la indústria tèxtil i de calçat. Com la resta dels països sorgits de la desaparició de l'imperi, va sofrir una crisi econòmica de postguerra i el 1921 encara no havia recuperat el nivell de producció industrial anterior a la guerra. Gràcies a la seva millor situació econòmica i política, la seva recuperació va ser més ràpida que la dels països veïns.
Després de la Segona Guerra Mundial, l'economia estava centralitzada i controlada pel partit comunista, igual que a la Unió Soviètica. La gran indústria metal·lúrgica era depenent de les importacions de mineral de ferro i metalls no ferrosos.
- Indústria: La indústria extractiva i manufacturera dominava el sector, incloent maquinària, productes químics, processament d'aliments, metal·lúrgia i tèxtils. El sector malgastava energia, materials i mà d'obra i va trigar a millorar la tecnologia, però el país era un important proveïdor de maquinària d'alta qualitat, instruments, aparells electrònics, avions, motors i armes a altres països comunistes.
- Agricultura: L'agricultura era un sector menor, però les granges colectivitzades de gran superfície i la manera relativament eficient de producció va permetre al país a ser relativament autosuficient en el subministrament d'aliments. El país depenia de les importacions de cereals (principalment per a l'alimentació del bestiar) en anys de clima advers. La producció de carn es va veure limitada per l'escassetat d'aliments, però el país encara registra un alt consum per capita de carn.
- Comerç exterior: Les exportacions s'estimaven en US$17,8 mil milions el 1985. Les exportacions eren de maquinària (55%), combustibles i materials (14%) i béns de consum manufacturats (16%). Les importacions es van situar en l'estimat US$17,9 mil milions el 1985, incloent combustible i materials (41%), maquinària (33%) i productes agrícoles i forestals (12%). El 1986 al voltant del 80% del comerç exterior era amb altres països comunistes.
- Política fiscal: L'Estat era el propietari exclusiu dels mitjans de producció en la majoria dels casos. Els ingressos de les empreses estatals va ser la principal font d'ingressos seguits per l'impost sobre les vendes. El govern va invertir fortament en programes socials, subsidis i inversió.

## Educació

### Abans de l'era comunista
Txecoslovàquia tenia una tradició acadèmica concorde al corrent principal del pensament europeu i una història educativa que data de l'Edat Mitjana. La Universitat Carolina va ser fundada a Praga el 1348, i la Universitas Istropolitana (Acadèmia Istropolitana) va ser fundada a Bratislava el 1465.
Abans de la Primera Guerra Mundial, l'educació va ser el principal instrument per fer front a la diversitat ètnica. Tal vegada en cap altre aspecte de la vida pública de Txecoslovàquia es va exercir amb tanta eficàcia per salvar les disparitats entre els txecs, eslovacs, hongaresos, ucraïnesos i alemanys. Es dictaven vuit anys d'educació obligatòria en l'idioma natiu de cada minoria ètnica en gran manera per augmentar les taxes d'alfabetització, especialment entre eslovacs i ucraïnesos. Un programa d'educació vocacional va augmentar la capacitat tècnica de la creixent força del treball industrial del país, si bé algunes diferències es van mantenir. Alemanys i txecs van predominar de manera desproporcionada a les escoles secundàries i a les universitats. A la República Txeca i a Eslovàquia l'educació obligatòria s'havia iniciat el 1774, ideat de Marie Terezie.

### Després de l'era comunista
Malgrat els desequilibris regionals i ètnics, Txecoslovàquia va entrar a l'era comunista amb un poble bastant lletrat, fins i tot molt educat. L'educació sota el règim comunista va tenir una història de reformes periòdiques (sovint tractant d'encaixar en el model soviètic) i esforços per mantenir la puresa ideològica a les escoles. L'educació era gratuïta en tots els nivells i obligatòria des dels sis anys fins als 15. La gran majoria de la població sabia llegir i escriure. Tenia un sistema altament desenvolupat per a la formació d'aprenents i escoles de formació professional complementant les escoles secundàries generals i les institucions d'educació superior.
L'educació superior era una recompensa per al compliment de la política. Cap a la dècada de 1970, la disparitat històrica dels recursos educatius entre les terres txeques i eslovaques havia estat en gran part reparada. Es va aconseguir certa equitat en les oportunitats educatives, en part gràcies als esforços concertats dels responsables polítics i en part a través de les vicissituds de la normalització.

## Mapes

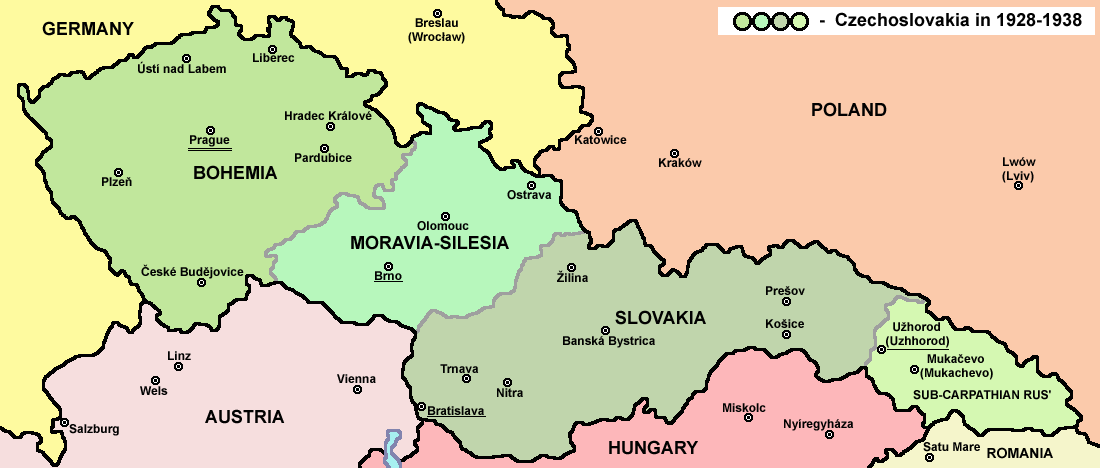
Txecoslovàquia 1928-1938
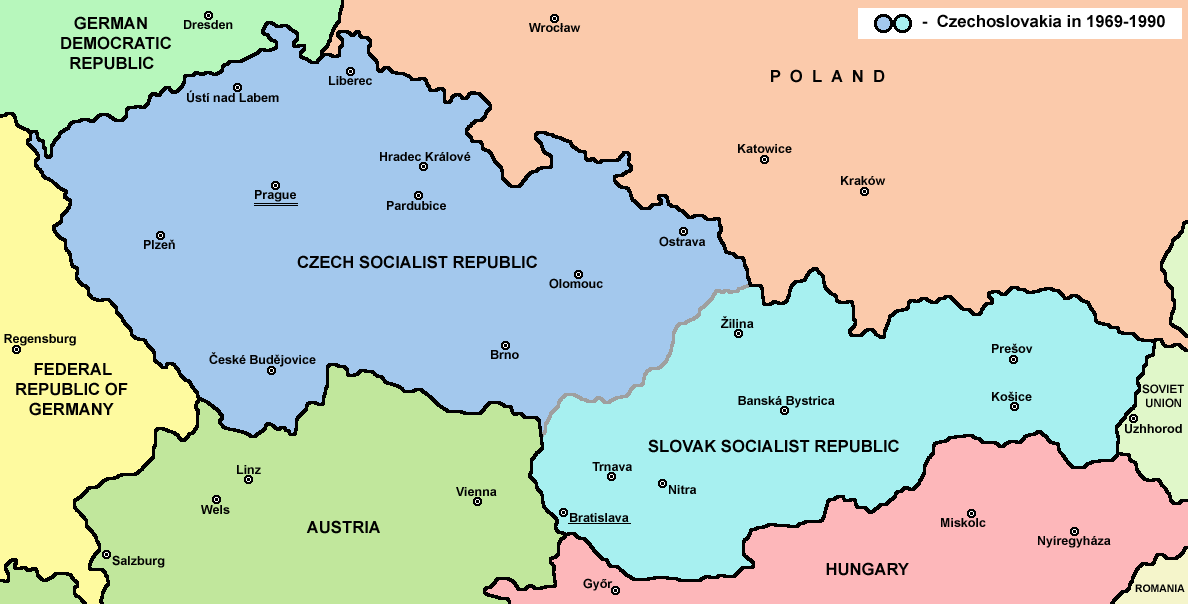
Txecoslovàquia 1969-1990
Txecoslovàquia: mapa lingüístic, 1930